# Disastro del Lužniki
Il disastro del Lužniki è il nome dato ad una strage avvenuta nel 1982 nello stadio Lužniki di Mosca, all'epoca Stadio Lenin, in cui morirono ufficialmente 66 persone, ma si presume siano state alla fine circa 340 le vittime.

## La strage
Il 20 ottobre 1982 era in programma la partita d'andata dei sedicesimi di Coppa UEFA 1982-1983 tra Spartak Mosca e Haarlem. A pochi minuti dalla fine, con il club sovietico in vantaggio per 1-0, molti spettatori cominciarono a lasciare lo stadio a causa del freddo, dirigendosi verso l'unica uscita aperta (tutte le altre erano chiuse). All'88° lo Spartak raddoppiò con un gol di Sergej Švecov, e alcuni tifosi decisero di tornare indietro.
Il ritorno sugli spalti fu impedito dalla polizia e la conseguenza fu un sovraffollamento delle scale che alla fine ne provocò il crollo. Nell'incidente morirono 66 persone e altre 61 rimasero ferite.

## La partita
| Arbitro: | Edvard Šoštarič |

| |            | |
| Gess 16’ Švecov 90’ | Marcatori  | |
| Rinat Dasaev Vladimir Sočnov Boris Pozdnjakov Vladimir Šerbak Oleg Romancev Sergej Šavlo Sergej Švecov Ėdgar Gess Jurij Gavrilov Fëdor Čerenkov Sergej Rodionov | Formazioni | · Edward Metgod · Keith Masefield · Chris Verkaik · Luc Nijholt · Alwin Leysner · Martin Haar · Wim Balm · Piet Keur 85’ · Joop Böckling · Gerrie Kleton · Frank van Leen · Tommy Kristiansen 85’ |

## Il seguito
Le autorità locali decisero subito di insabbiare la vicenda per evitare cattive opinioni a livello internazionale. Il giorno dopo venne riportato un piccolo trafiletto sui giornali che diceva Ieri al Lužniki dopo una partita di calcio si è verificato un incidente. Ci sono alcuni feriti tra gli spettatori, ma la vicenda non venne mai approfondita fino in fondo dalla magistratura, che invece decise di preparare un'indagine farsa; vennero date versioni diverse dai fatti realmente accaduti e quando i testimoni cercarono di raccontare la verità vennero subito interrotti.
Uno dei custodi dello stadio, Jurij Pančichin, assunto da soli due mesi e mezzo, che aveva cercato di salvare alcune vite, fu costretto a raccontare una versione voluta dalle autorità, in cui affermava di avere avuto qualche colpa (lui disse di essere colpevole psicologicamente, e i giudici interpretarono queste sue parole come una confessione). Fu condannato a 3 anni l'8 febbraio 1983 e scontò 18 mesi (metà della pena) ai lavori forzati.
Nel 1989 il Sovetskij Sport pubblicò il primo articolo dedicato alla tragedia, scrivendo che le autorità decisero di insabbiare tutto, impedendo ai familiari delle vittime di scrivere sulle lapidi morto in un incidente allo stadio Luzniki, e che i giocatori olandesi dell'Haarlem lasciarono lo stadio non accorgendosi di quanto stava accadendo. Successivamente, sul luogo della tragedia, è stato eretto un monumento.
Il 20 ottobre 2007 si è disputato un Memorial match tra gli ex giocatori delle due squadre finito 2-2, ma ancora oggi le autorità russe non hanno chiesto scusa per il modo in cui si verificò quella strage e per il modo con cui venne condotta l'inchiesta penale.

## In Italia
In Italia, nel 2008, è stato trasmesso per la prima volta su ESPN Classic un documentario che racconta la tragedia con testimonianze di persone presenti allo stadio quella sera e sopravvissuti alla tragedia, con testimonianze di alcuni genitori delle vittime (i cui figli persero la vita) e con il racconto del custode Jurij Pančichin.